# مات تيري
مات تيري (بالإنجليزية: Matt Terry)‏ هو ملحن ومغني بريطاني، ولد في 20 مايو 1993 في منطقة بروملي في المملكة المتحدة.

## وصلات خارجية
- مات تيري على موقع IMDb (الإنجليزية)
- مات تيري على موقع ميوزك برينز (الإنجليزية)
- مات تيري على موقع ديسكوغز (الإنجليزية)